# Beuzet
Beuzet is een plaats en deelgemeente van de Belgische gemeente Gembloers.
Beuzet ligt in de provincie Namen en was tot 1 januari 1977 een zelfstandige gemeente.

## Demografische ontwikkeling
- Bronnen:NIS, Opm:1831 tot en met 1970=volkstellingen, 1976= inwoneraantal op 31 december

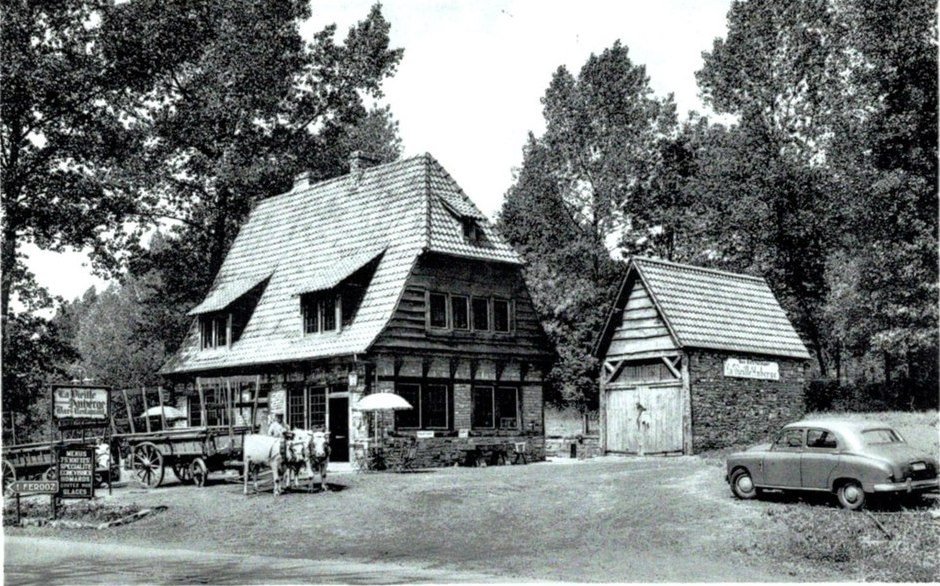
De oude herberg aan de N4

Deelgemeenten: Beuzet · Bossière · Bothey · Corroy-le-Château · Ernage · Gembloers · Grand-Leez · Grand-Manil · Isnes · Lonzée · Mazy · Sauvenière

Overige plaatsen: Baudecet · Ferooz · Golzinne · Liroux · Petit-Leez · Vichenet

Belgische gemeenten · arrondissement Namen · provincie Namen · Wallonië